# Bundesautobahn 21

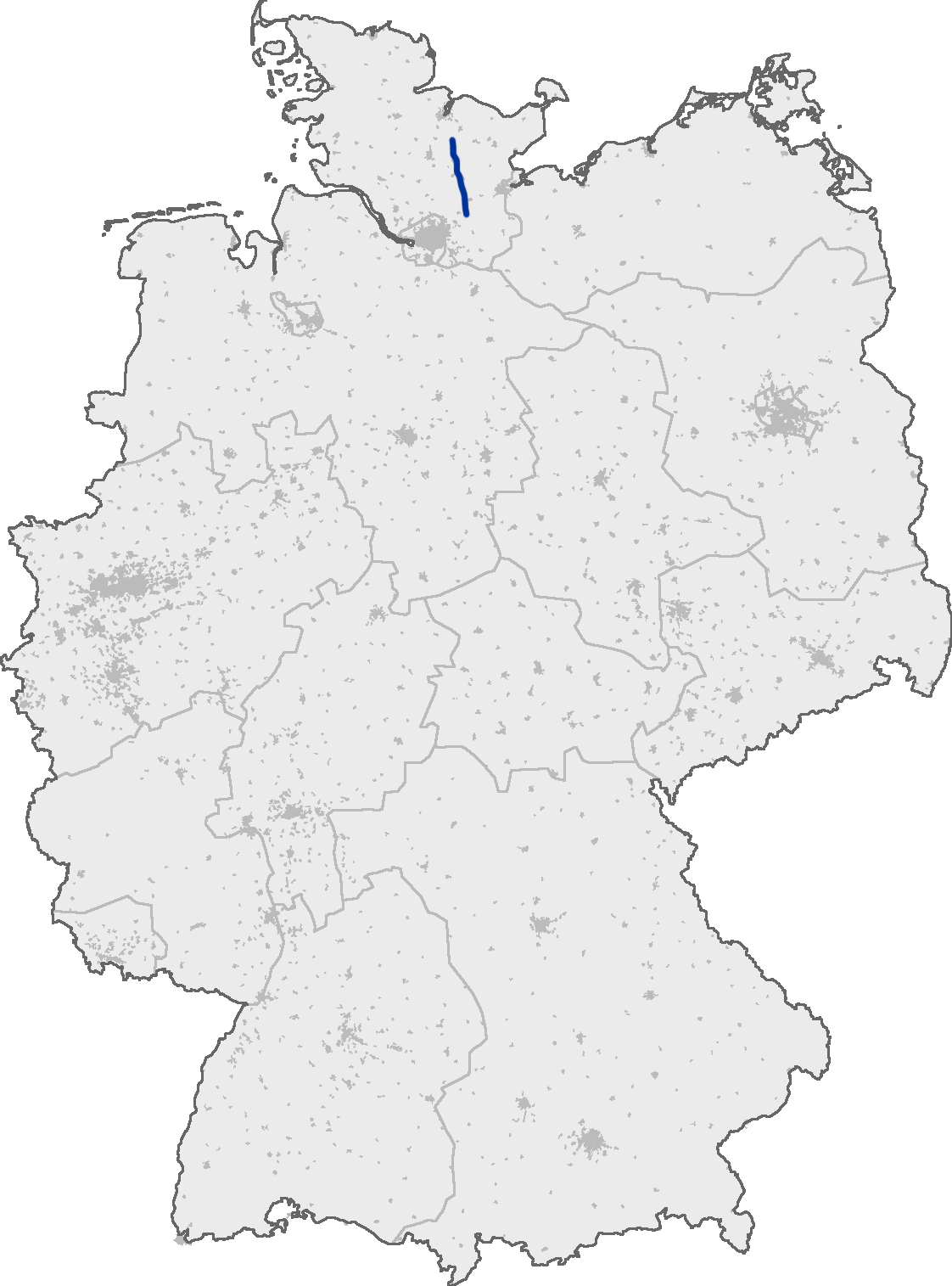
Mapa da localização da auto-estrada A21

Bundesautobahn 21 (em português: Auto-estrada Federal 21) ou A 21, é uma auto-estrada na Alemanha.
A Bundesautobahn 21 tem 41 km de comprimento.

## Estados
Estados percorridos por esta auto-estrada:
- Schleswig-Holstein
Baixa Saxônia